# Allan Karlsson
Allan Karlsson, född 1911 i Boden, död 1991, var en svensk längdåkare som tävlade under 1930-talet.
Karlsson deltog vid VM 1934 i Sollefteå där han var med i det svenska stafettlag som blev bronsmedaljörer på 4 x 10 kilometer. Han vann SM-guld på 50 km i Filipstad 1939.